# Lindon (Utah)
Pour les articles homonymes, voir Lindon.
Lindon est une ville située dans le Comté d'Utah dans l’Utah aux États-Unis. La population s'élevait à 10 070 habitants lors du recensement de 2010.